# Горанчо Котески
Горанчо Ванчо Котески (на македонска литературна норма: Горанчо Ванчо Котески) е армейски офицер, генерал-лейтенант от Северна Македония.

## Биография
Роден е на 18 август 1965 година в град Прилеп. Между 1980 и 1984 завършва средна военна школа в Сараево. От 1984 до 1987 учи във Военната академия на Сухопътните войска на ЮНА. Започва военната си служба като командир на кадетски взвод. Остава на тази позиция до 1992 г. Между 1992 и 1994 г. е командир на гвардейска рота. След това до 1995 г. е заместник-командир на гвардейски батальон. В периода 1995 – 1998 г. е командир на гвардейски батальон. От 1996 до 1997 учи за командир на батальон в Мелрищадт и Мюнстер, Германия. От 1998 до 1999 учи в Щабната академия в Скопие, а от 2001 до 2002 е в Колежа за отбрана на НАТО в Рим. Между 1999 и 2002 г. е командир на кадетски батальон. От 2002 до 2003 г. е командир на Центъра за обучения на родове войски и специалности, той и командир на казармата „Илинден“ в Скопие. В периода 2003 – 2008 е военно аташе на Република Македония в Германия. Заместник-командир на втора механизирана пехотна бригада (2008 – 2009), адютант на президента на Република Македония (2009 – 2011). За кратко през 2011 г. е командир на Обединеното оперативно командване. На 18 август 2011 година е назначен за началник на Генералния щаб на Армията на Република Македония. Остава на този пост до 18 август 2015 г. След това е назначен за съветник по военните въпроси на президента на Северна Македония.

## Военни звания
- Сержант (1984)
- Подпоручик (1987)
- Поручик (1988)
- Капитан (1992), предсрочно
- Капитан 1 клас (1994), предсрочно
- Майор (1998), предсрочно
- Подполковник (2001), предсрочно
- Полковник (2005)
- Бригаден генерал (2009)
- Генерал-майор (2011)
- Генерал-лейтенант (2013)

## Награди
- Медал за 50 години ЮНА, 1991 година;
- Сребърна значка за дългогодишна служба в АРМ;
- Средна плакета на АРМ.